# GSM 900
GSM 900 – standard GSM, w którym transmisja mowy i danych może odbywać się w paśmie częstotliwości 880 – 960 MHz.
Jest on najbardziej rozpowszechnionym standardem GSM na świecie. Obecnie używany jest we wszystkich państwach europejskich, w Azji (do wyjątków należą Japonia i Korea Południowa), Afryce, Australii i Oceanii oraz w niektórych krajach
Ameryki Południowej (Brazylia, Gujana, Surinam i Wenezuela) i Środkowej.

## Historia powstania i rozwoju standardu
GSM 900 jest najstarszym ze standardów GSM. Prace nad nim zostały rozpoczęte w roku 1982 przez Europejską Konferencję Administracji Poczty i Telekomunikacji (pierwotnie swoim zasięgiem miał obejmować dwunastu członków Europejskiej Wspólnoty Gospodarczej (EWG)).
W 1984 r. Komisja Europejska zatwierdziła projekt wspólnego standardu, a w podpisanym w 1987 r. Memorandum of Understanding, 15 operatorów zobowiązało się do zaimplementowania technologii GSM. Pierwsza specyfikacja została opublikowana rok później (GSM 900 Phase 1). W 1989 r. prace nad rozwojem standardu przejął nowo utworzony Europejski Instytut Norm Telekomunikacyjnych (ETSI).
W roku 1992 została uruchomiona pierwsza sieć GSM 900 należąca do fińskiego operatora Radiolinja (obecnie już nieistniejącego, jego sieć została przejęta przez fińska firmę telekomunikacyjną Elisa Oyj).
Obecnie prace nad rozwojem specyfikacji prowadzi konsorcjum standaryzacyjne 3GPP.

### Nazwa standardu
Podczas publikowania specyfikacji, oficjalna nazwa standardu brzmiała po prostu „GSM”. Terminologia ta przetrwała do roku 1997 i wyróżniała ten rodzaj sieci od innych standardów opartych na podobnej technologii: DCS 1800 (rozwijanego również przez ETSI) i PCS 1900 (rozwijanego w USA przez ANSI). W roku 1997 standard przyjął obecną nazwę – GSM 900, a akronim GSM stał się nazwą związaną z całą rodziną standardów telefonii komórkowej opartych na technologii używanej w GSM 900 i różniących się głównie w kontekście parametrów charakteryzujących sieć radiową.

## Aspekty techniczne
Sieć szkieletowa (ang. Core Network) i usługi oferowane w GSM są niezależne od standardu, na którym oparto budowę sieci
(aby zapoznać się z architekturą i możliwościami sieci GSM, przeczytaj artykuł GSM). To co wyróżnia poszczególne standardy, to rozwiązania stosowane w sieci radiowej (ang. Radio Access Network).

### Używane częstotliwości

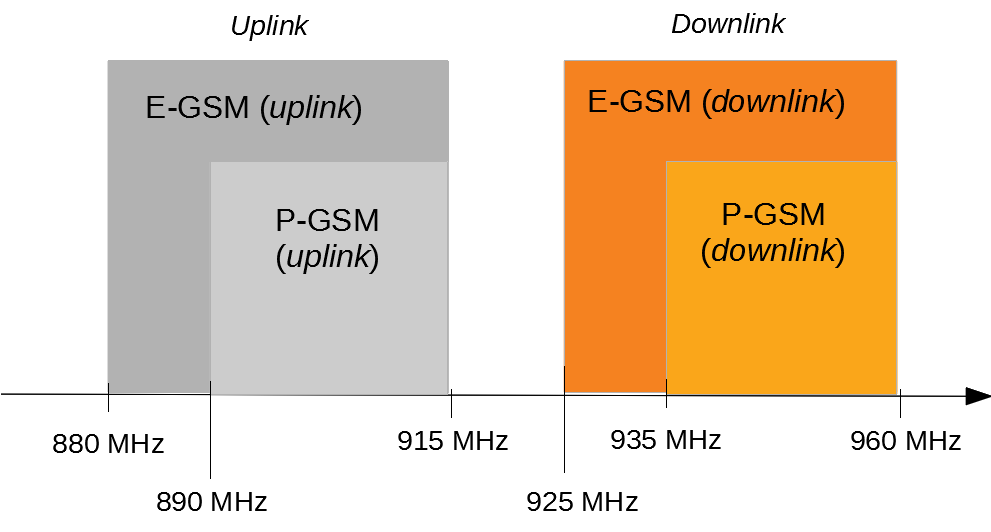
Zestawione ze sobą pasma przydzielone dla P-GSM i E-GSM „w górę” i „w dół”

Pierwotnie zarezerwowano 124 częstotliwości rozłożone co 200 kHz, dla tak zwanego Standard GSM 900 band (inna nazwa – Primary GSM 900 Band), P-GSM.
- 890 MHz do 915 MHz jako uplink, czyli częstotliwości na których telefony komórkowe nadają sygnał odbierany przez stacje bazowe,
- 935 MHz to 960 MHz jako downlink, czyli częstotliwości na których stacje bazowe nadają sygnał odbierany przez telefony komórkowe.

Częstotliwości te sąsiadowały z częstotliwościami używanymi przez sieci analogowe NMT, te jednak zaczęły wychodzić z użycia i zdefiniowano nowy zakres, tzw. Extended GSM 900 Band, E-GSM  (174 częstotliwości, rozłożone co 200 kHz):
- 880 MHz to 915 MHz jako uplink,
- 925 MHz to 960 MHz jako downlink[3].

Obecnie wszystkie sieci GSM 900 mogą już bez przeszkód działać w Extended Band, wszystkie oferowane telefony wspierają ten poszerzony zakres częstotliwości.

### Rozmiar komórek
Zgodnie ze specyfikacją 3GPP (wynika to z użytej technologii TDMA i ze skończonej prędkości rozchodzenia się fali elektromagnetycznej) rozmiar komórki nie może przekroczyć ok. 36 km. Oferowane są także rozwiązania tzw. extended range oferujące maksymalny rozmiar o promieniu ok. 120 km, wiąże się to jednak ze znacznym pogorszeniem pojemności sieci.

### Współdziałanie z innymi standardami GSM
Wielu operatorów sieci w standardzie GSM 900, stara się też (o ile umożliwiają im to uzyskane licencje) budować sieci w standardzie GSM 1800 (taka sytuacja występuje na przykład w Polsce). W takim przypadku istnieje wspólna sieć szkieletowa (ang. Core Network), a niezależnie rozwijane są systemy stacji bazowych dla obydwu standardów GSM. Oferowane obecnie telefony umożliwiają transmisję w obu standardach, możliwe jest też przemieszczanie się podczas rozmowy pomiędzy stacjami bazowymi pracującymi w różnych standardach bez utraty połączenia (handover).
Zdarzają się też rozwiązania typu GSM 900/GSM 1900, np. sieć Claro należąca do gwatemalskiego operatora Sercom.